# Azelia fasciata
Azelia fasciata är en tvåvingeart som först beskrevs av Fritz Isidore van Emden 1951.  Azelia fasciata ingår i släktet Azelia och familjen husflugor.
Artens utbredningsområde är Uganda. Inga underarter finns listade i Catalogue of Life.